# Tristano Codignola
Tristano Codignola (Assisi, 23 ottobre 1913 – Bologna, 12 dicembre 1981) è stato un politico, editore e giornalista italiano.
Fu deputato all'Assemblea Costituente, deputato alla Camera nella III e nella IV legislatura e senatore nella V legislatura.

## Biografia

### Origini e formazione
Figlio di Ernesto, pedagogista e tra i fondatori della casa editrice fiorentina La Nuova Italia, e di Anna Maria Melli, nacque ad Assisi nel 1913. Si dedicò attivamente all'azienda ereditata dal padre, di cui fu direttore prima (nel 1936) e consigliere delegato poi (nel 1945), dopo la laurea in giurisprudenza nel 1935.

### La seconda guerra mondiale e l'antifascismo
Nel gennaio 1942 Codignola fu arrestato per attività antifascista e a giugno fu condannato al confino politico nel carcere di Firenze e poi in quello di Lanciano, di dove però uscì a novembre grazie a un'amnistia, pur seguitando a esser vigilato dalla polizia politica .
Fu un esponente di spicco del liberalsocialismo, e tra i fondatori del Partito d'Azione (in cui confluì fra l'altro Giustizia e Libertà), costituito nel 1943 da politici che come lui avevano combattuto il nazifascismo. Di questo partito egli fu il rappresentante durante la guerra civile italiana. Partecipò attivamente alla Resistenza fiorentina. 
Dopo l'uccisione di Giovanni Gentile, pur non risparmiando severe critiche alla figura del filosofo e alla sua adesione alla Repubblica Sociale Italiana, prese duramente posizione contro i suoi uccisori nel foglio clandestino La Libertà del 30 aprile 1944.

### L'attività politica
Subito dopo la fine della seconda guerra mondiale, Codignola continuò la sua militanza nel Partito d'azione, nelle cui liste fu eletto deputato all'Assemblea Costituente nel 1946; ne fu vicesegretario e sostenne la candidatura a segretario di Riccardo Lombardi al congresso di quell'anno. Il partito però si sciolse l'anno seguente, nonostante il parere contrario della maggioranza dei politici che lo avevano costituito, come Piero Calamandrei, professore universitario dello stesso Codignola e suo maestro di vita.
La diaspora degli azionisti che ne conseguì lo portò ad aver contatti con Giuseppe Saragat, autore della prima scissione dal Partito Socialista Italiano del secondo dopoguerra (detta "di palazzo Barberini" e avvenuta nel 1947), segretario del Partito Socialista dei Lavoratori Italiani, e con Ignazio Silone, principale esponente di "Europa Socialista".
Alle elezioni per la I legislatura repubblicana, nell'aprile del 1948, Codignola partecipò nella coalizione di Unità Socialista (che consisteva in una lista congiunta del PSLI con l'Unione dei Socialisti, forza politica capeggiata da Ivan Matteo Lombardo, e altre formazioni minori), ma non fu rieletto; ciò decretò la fine di questo movimento, che ottenne pochi voti e durò ancor meno del Partito d'azione, sciogliendosi nel gennaio dell'anno dopo.
Nel dicembre del 1949 Codignola aderì al "Movimento di Unificazione Socialista" di Giuseppe Romita, promotore, nel giugno precedente, di una scissione interna al PSI. La formazione confluì poi, insieme a una componente fuoruscita dal PSLI, nel Partito Socialista Unitario. Nel 1951 quest'ultimo si fuse con lo stesso PSLI, dando vita a quello che, nel gennaio dell'anno successivo, fu denominato Partito Socialista Democratico Italiano. Al congresso del PSDI del 1951 prevalse la linea di Saragat, più vicino alla Democrazia Cristiana. 
Nel dicembre 1952 Tristano Codignola fu espulso dal PSDI per la sua opposizione alla cosiddetta "legge-truffa". Nel febbraio del 1953 diede vita ad Autonomia Socialista, componente del movimento di Unità Popolare, di cui fu segretario, e che si costituì per le elezioni nell'aprile di quell'anno. Nemmeno questa volta Codignola fu eletto. Il premio di maggioranza previsto dalla nuova legge elettorale (polemicamente chiamata la "legge-truffa" dai suoi oppositori) non fu assegnato, mancando alla maggioranza richiesta solo 54.000 voti. Unità popolare ne aveva raccolti circa 170.000. Il partito continuava in qualche modo la tradizione del socialismo liberale: l'organo ufficiale era la rivista Nuova Repubblica.
Nel 1957 Codignola aderì infine, insieme ad altri politici di Unità popolare, al PSI, ch'egli sperava si potesse sganciare dall'alleanza frontista col Partito Comunista Italiano (una speranza che andava diventando sempre più concreta dopo gli eventi ungheresi dell'anno avanti). Nel PSI Codignola fu responsabile dell'istruzione pubblica, incarico che tenne fino al congresso del 1976. Tristano Codignola fu deputato dal 1958 al 1968 e senatore dal 1968 al 1972, per il PSI. Nel 1962 portò all'approvazione la legge istitutiva della scuola media unica, di cui fu sostanzialmente l'artefice.
Nel 1968 propose inoltre l'amnistia per i reati politici legati alla contestazione giovanile. Fu inoltre promotore della legge 11 dicembre 1969, n. 910 che consentì a tutti i diplomati di scuola superiore di iscriversi all'università in Italia, nonché vicesegretario del PSI dal 1970 al 1972.

### Gli ultimi anni e la morte
Nel 1980 fondò con Giovanni Carocci la Carocci Editore.
Nel 1981 fu espulso dal PSI per aver sottoscritto, con Franco Bassanini, Enzo Enriques Agnoletti, Paolo Leon, Elio Veltri, Renato Ballardini e altri, un "appello ai socialisti" fortemente critico nei confronti dell'allora gruppo dirigente del PSI, soprattutto per la gestione della vicenda P2, per il coinvolgimento di esponenti del partito in episodi di malaffare e per la forte riduzione degli spazi di dissenso democratico riconosciuti alle minoranze interne al partito. un manifesto fortemente critico nei confronti del segretario Bettino Craxi e dell'allora gruppo dirigente del partito. Fondò quindi, insieme agli altri politici espulsi, l'effimera "Lega dei socialisti", guidata da Bassanini, ma morì improvvisamente alla fine di quello stesso anno, durante un convegno del neonato movimento a Bologna.